# Compañía Alemana de Nueva Guinea
La Compañía Alemana de Nueva Guinea (en alemán: Deutsche Neuguinea-Kompagnie) fue una compañía privilegiada del Imperio alemán fundada en 1884 que explotó el territorio insular de la colonia de Nueva Guinea Alemana (actualmente Papúa Nueva Guinea) y sus alrededores.

## Historia
Entre 1870 y 1880, empresas comerciales alemanas comenzaron a establecer puestos comerciales en Nueva Guinea. Agentes de J.C. Godeffroy & Sohn llegaron al archipiélago de Bismarck desde las islas Carolinas en 1872. En 1875, Hersheim & Company se trasladaron al archipiélago.
En 1884, La Compañía Alemana de Nueva Guinea fue fundada en Berlín por Adolph von Hansemann y un sindicato de banqueros alemanes con el propósito de colonizar y explotar los recursos naturales en Neu Guinea (Nueva Guinea Alemana), en donde el interés de los alemanes se incrementó luego de que Queensland británico anexara parte del este de Nueva Guinea.
Esta expedición contaba con el conocimiento y bendición del canciller alemán, el conde Otto von Bismarck, y secreta y velozmente se formó una expedición bajo el mando del Dr Otto Finsch, un ornitólogo y explorador germano.
Su tarea era la de seleccionar tierras para el desarrollo de plantaciones en la costa noreste de Nueva Guinea y establecer puestos comerciales. Su influencia rápidamente crecería hasta cubrir toda la parte noreste de Nueva Guinea y algunas islas cercanas a la costa.
La expedición de la Neuguinea Compagnie partió desde Sídney con destino a Nueva Guinea en el barco a vapor Samoa, bajo el mando del capitán Eduard Dallmann. El 19 de agosto, el canciller Bismarck ordenó el establecimiento de un protectorado alemán en el archipiélago de Nueva Bretaña y el noreste de Nueva Guinea.
El gobierno colonial alemán de Nueva Guinea duró treinta años. En los primeros quince años, la colonia fue administrada bajo órdenes imperiales por una compañía privada, en la misma manera que lo habían hecho anteriormente las compañías de las Indias Orientales del Reino Unido y los Países Bajos. Entre 1899 y 1914, el Gobierno Imperial administró la Nueva Guinea Alemana a través de un gobernador, el cual fue asistido después de 1904 por un concejo gubernamental nominado.
Cuando el gobierno imperial se hizo cargo de la colonia en 1899, su objetivo principal fue el desarrollo económico rápido, basado en una economía de plantaciones controlada por los alemanes.